# Linia 2 metra w Nowym Jorku

Mapa linii

Linia 2 – linia metra nowojorskiego. Jest oznaczona kolorem czerwonym na znakach stacji, znakach trasy, a na oficjalnych mapach metra nosi nazwę IRT Broadway – Seventh Avenue Line, gdyż prowadzi nią przez większość Manhattanu.
Linia 2 kursuje między Wakefield – 241st Street w Bronksie i Brooklyn College – Flatbush Avenue w Midwood na Brooklynie.